# إعادة ترتيب بكمان
إعادة ترتيب بكمان هو تفاعل كيميائي ينسب إلى الكيميائي الألماني إرنست أوتو بكمان (1853–1923)، يحدث فيه إعادة ترتيب بحيث يتحول الأكسيم إلى أميد، وذلك بوجود تحفيز حمضي.

## أمثلة
حسب هذا التفاعل فإن الأكسيمات الحلقية تعطي اللاكتامات. على سبيل المثال، يعطي حلقي الهكسانون بتفاعل إعادة ترتيب بكمان مركب وسطي من أكسيم حلقي الهكسانون بحيث يعطي في النهاية كابرولاكتام، وهو المادة الأولية في إنتاج نايلون 6.

## الية التفاعل
إن آلية التفاعل الأكثر شيوعًا لإعادة ترتيب بيكمان تتكون بشكل عام من هجرة الالكيل بالاتجاه المعاكس لتشكيل ايون النيترليوم يتبع ذلك تحوله إلى ايميد ومن ثم إلى اميد

## محلول بكمان
يتألف محلول بكمان من حمض الأسيتيك وحمض الهيدروكلوريك وأنهيدريد الأسيتيك، ويستعمل هذا المزيج الحمضي بكثرة من أجل تحفيز تفاعل إعادة ترتيب بكمان.
يمكن استخدام أحماض أخرى مثل حمض الكبريتيك أو متعدد حمض الفوسفوريك.

## اقرأ أيضاً
- تفاعل إعادة ترتيب
- إعادة ترتيب كورتيوس
- إعادة ترتيب نيبر
- إعادة ترتيب فريس
- تفكك بيرغمان